# 多項分布
多項分布（たこうぶんぷ、英: multinomial distribution）は、確率論において二項分布を一般化した確率分布である。
二項分布は、n 個の独立なベルヌーイ試行の「成功」の数の確率分布であり、各試行の「成功」確率は同じである。多項分布では、各試行の結果は固定の有限個（k 個）の値をとり、それぞれの値をとる確率は p1, …, pk（すなわち、i = 1, …, k について pi ≥ 0 であり、{\displaystyle \textstyle \sum \limits _{i=1}^{k}p_{i}=1} が成り立つ）であり、n 回の独立した試行が行われる。確率変数 Xi は n 回の試行で i という数が出る回数を示す。X = (X1, …, Xk) は n と p をパラメータとする多項分布に従う。

## 確率質量関数
多項分布の確率質量関数は次の通りである。
{\displaystyle f(x_{1},\cdots ,x_{k};n,p_{1},\cdots ,p_{k})={\begin{cases}{\dfrac {n!}{x_{1}!\cdots x_{k}!}}p_{1}^{x_{1}}\cdots p_{k}^{x_{k}}&{\text{when }}\sum \limits _{i=1}^{k}x_{i}=n\\[1ex]0&{\text{otherwise.}}\end{cases}}}
ここで、x1, …, xk は負でない整数である。

## 属性
期待値は次の通り。
{\displaystyle \operatorname {E} [X_{i}]=np_{i}.}
共分散行列は次の通りである。対角線上のエントリは二項分布確率変数の分散であるから、次のようになる。
{\displaystyle \operatorname {var} [X_{i}]=np_{i}(1-p_{i}).}
対角線以外のエントリは共分散であり、次のようになる。
{\displaystyle \operatorname {cov} [X_{i},X_{j}]=-np_{i}p_{j}}
ここで、i ≠ j である。
共分散は全体として負となる。なぜなら、N が固定であるとき多項ベクトルで1つが増加すると他が減少するためである。
これは、k × k の非負値定符号行列であり、行列の階数は k − 1 である。
対応する相関行列の対角線以外のエントリは以下のようになる。
{\displaystyle \rho [X_{i},X_{j}]=-{\sqrt {\frac {p_{i}p_{j}}{(1-p_{i})(1-p_{j})}}}.}
この表現では標本サイズ n が出現しない点に注意されたい。
k個の要素それぞれは n と pi（i 番目の要素に対応する確率）をパラメータとする二項分布となる。
多項分布のサポートは集合 {\displaystyle \{(n_{1},\cdots ,n_{k})\in \mathbb {N} ^{k}\mid n_{1}+\cdots +n_{k}=n\}} である。その要素数は {\displaystyle {\binom {n+k-1}{k-1}}=\left\langle {\begin{matrix}n\\k\end{matrix}}\right\rangle } である（重複組合せ）。

## 関連する分布
- k = 2 の多項分布を二項分布と呼ぶ。
- ベイズ統計での多項の共役事前分布をディリクレ分布と呼ぶ。